# Oliarus venusia
Oliarus venusia är en insektsart som beskrevs av Ronald Gordon Fennah 1958. Oliarus venusia ingår i släktet Oliarus och familjen kilstritar. Inga underarter finns listade i Catalogue of Life.